# Prithvirajsing Roopun
Prithvirajsing Roopun (* 24. května 1959 Quatre Bornes, Mauricius) je mauricijský advokát, politik a od roku 2019 do roku 2024 také 7. prezident Mauricia.

## Mládí a politická kariéra
Po ukončení střední školy učil matematiku na středních školách. Poté odešel do Anglie studovat právo na University of Central Lancashire. Když se vrátil na Mauricius, pracoval od roku 1986 jako notář. V letech 1990 až 1996 byl také lektorem na částečný úvazek na Mauricijské univerzitě a rovněž zasedal v zkušební komisi Rady pro právní vzdělávání.
Už v mladém věku byl aktivní v politice. V roce 1983 byl jedním ze zakládajících členů nové politické strany Militantní socialistického hnutí. V roce 1995 kandidoval ve všeobecných volbách, ale byl neúspěšný. V dalších volbách, které se konaly o pět let později, už byl zvolen do Národního Shromáždění a následně zastával funkci ministra místní správy. V roce 2005 ale nebyl znovu ve volbách zvolen, ale v následujících už byl úspěšný a zastával i funkci místopředsedy. Ve volbách v prosinci 2014 byl taktéž zvolen a stal se ministrem sociální integrace a ekonomického zmocnění. Od prosince 2016 byl ministrem umění a kultury do října 2019, kdy opustil parlament, aby mohl kandidovat na prezidenta. Dne 2. prosince 2019 byl zvolen Národním shromážděním novým prezidentem Mauricia.